# Potentilla macounii
Potentilla macounii es una especie de planta del género Potentilla, perteneciente a la familia Rosaceae.

## Taxonomía
Potentilla macounii fue descrita por Per Axel Rydberg en 1888.

## Distribución
Se encuentra en el territorio de Alberta y Montana.